# 布里多雷
布里多雷（法語：Bridoré，法語發音：[bʁidɔʁe] ⓘ）是法国安德尔-卢瓦尔省的一个市镇，位于该省东南部，和安德尔省接壤，属于洛什区。

## 地理
布里多雷（47°1'37"N, 1°4'57"E）面积14.54 平方千米，位于法国中央-卢瓦尔河谷大区安德尔-卢瓦尔省，该省份为法国中西部省份，北起萨尔特省、东北接卢瓦-谢尔省，东南接安德尔省，南至维埃纳省，西临曼恩-卢瓦尔省。
与布里多雷接壤的市镇（或旧市镇、城区）包括：弗莱雷拉里维耶尔、圣伊波利特、安德尔河畔韦尔讷伊。

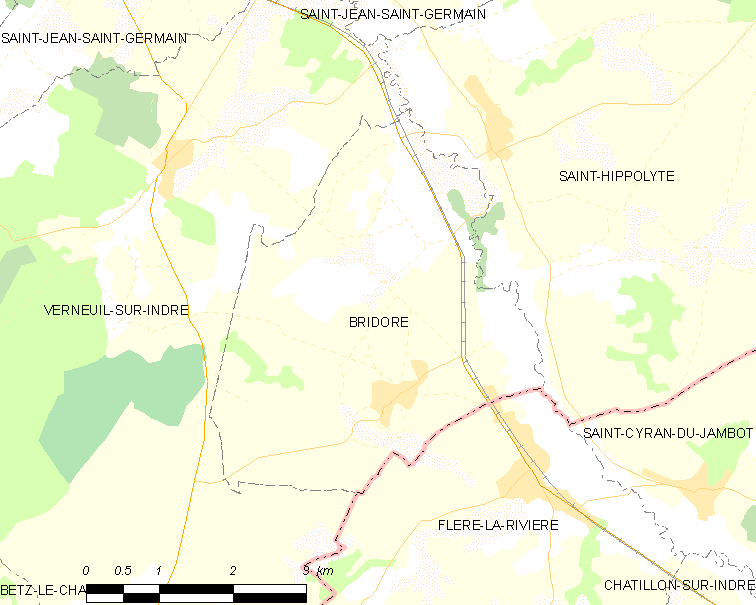
布里多雷的OSM定位图

布里多雷的时区为UTC+01:00、UTC+02:00（夏令时）。

## 行政
布里多雷的邮政编码为37600，INSEE市镇编码为37039。

## 政治
布里多雷所属的省级选区为洛什县。

## 人口

1962-2008年间布里多雷人口变化图示

布里多雷于2022年1月1日时的人口数量为489人。